# São Martinho de Valbom
São Martinho de Valbom é uma localidade portuguesa do Município de Vila Verde que foi sede da extinta Freguesia de São Martinho de Valbom, freguesia que tinha 2,66 km² de área e 185 habitantes (2011), e, por isso, uma densidade populacional de 69,5 hab/km².
A Freguesia de São Martinho de Valbom foi extinta (agregada) em 2013, no âmbito de uma reforma administrativa nacional, tendo o seu território sido agregado ao das freguesias de São Pedro de Valbom e Passô, para formar uma nova freguesia denominada União das Freguesias de Valbom (São Pedro), Passô e Valbom (São Martinho).

## População
| População da freguesia de Valbom (São Martinho) | População da freguesia de Valbom (São Martinho) | População da freguesia de Valbom (São Martinho) | População da freguesia de Valbom (São Martinho) | População da freguesia de Valbom (São Martinho) | População da freguesia de Valbom (São Martinho) | População da freguesia de Valbom (São Martinho) | População da freguesia de Valbom (São Martinho) | População da freguesia de Valbom (São Martinho) | População da freguesia de Valbom (São Martinho) | População da freguesia de Valbom (São Martinho) | População da freguesia de Valbom (São Martinho) | População da freguesia de Valbom (São Martinho) | População da freguesia de Valbom (São Martinho) | População da freguesia de Valbom (São Martinho) |
| ----------------------------------------------- | ----------------------------------------------- | ----------------------------------------------- | ----------------------------------------------- | ----------------------------------------------- | ----------------------------------------------- | ----------------------------------------------- | ----------------------------------------------- | ----------------------------------------------- | ----------------------------------------------- | ----------------------------------------------- | ----------------------------------------------- | ----------------------------------------------- | ----------------------------------------------- | ----------------------------------------------- |
| 1864                                            | 1878                                            | 1890                                            | 1900                                            | 1911                                            | 1920                                            | 1930                                            | 1940                                            | 1950                                            | 1960                                            | 1970                                            | 1981                                            | 1991                                            | 2001                                            | 2011                                            |
| 269                                             | 284                                             | 267                                             | 274                                             | 276                                             | 270                                             | 296                                             | 257                                             | 298                                             | 298                                             | 298                                             | 342                                             | 281                                             | 253                                             | 185                                             |

## História
A localidade de São Martinho de Valbom antigamente designada de São Martinho de Babó ou Fogaças, pertenceu ao concelho de Pico de Regalados e quando este foi extinto por decreto de 24 de Outubro de 1855, passou para o (atual município) de Vila Verde.

## Lugares
Além da sede, a Freguesia de São Martinho de Valbom englobava os seguintes lugares:

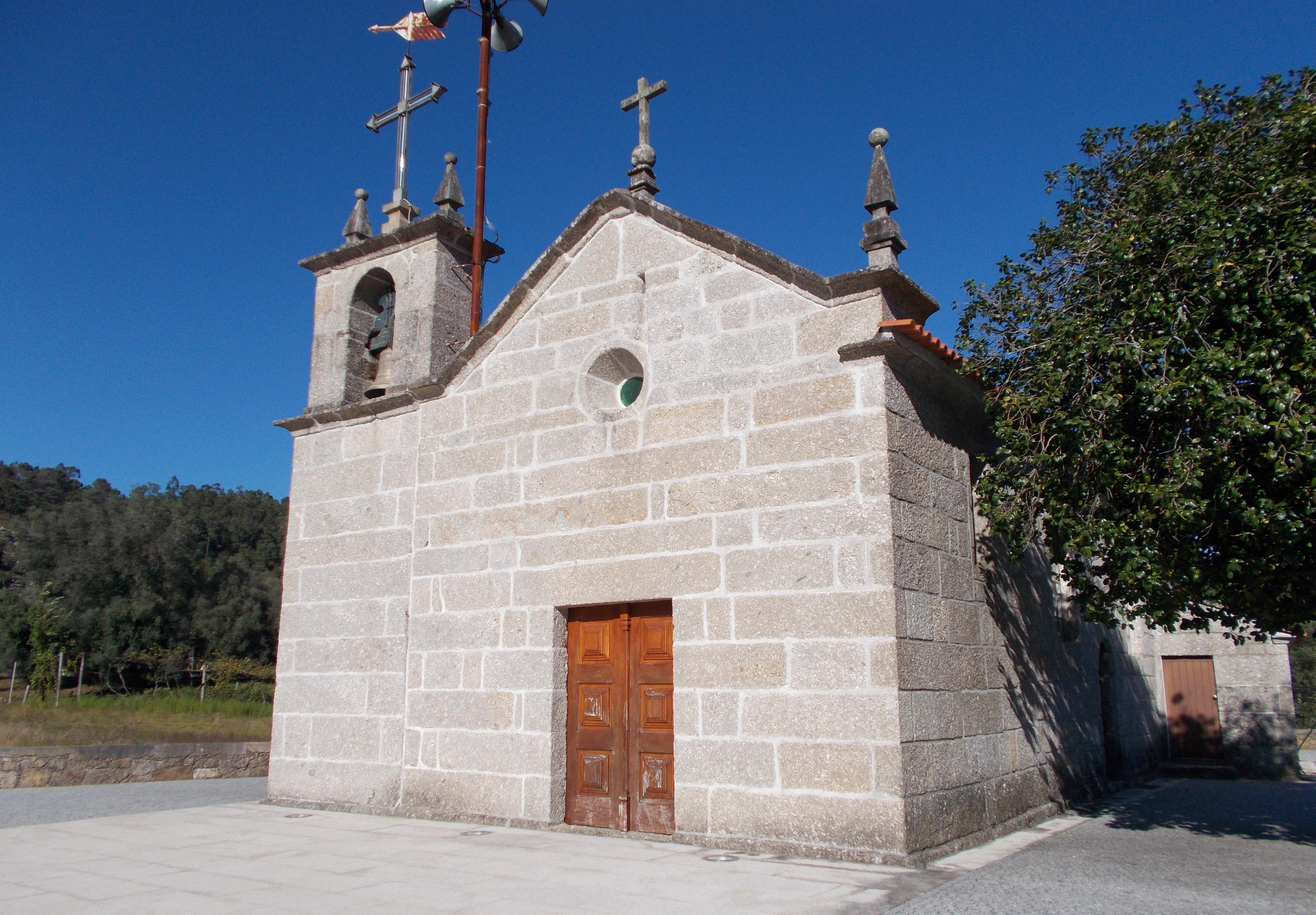
Igreja de Valbom São Martinho

- Bouças
- Calçada
- Cereje
- Costa
- Devesa
- Outeiro
- Paço
- Pomarelho